# Conrad Schade
Conrad Heinrich Schade (* 11. September 1852 in Dankerode, Kreis Rotenburg, Kurfürstentum Hessen; † 25. November 1886 in Frankfurt am Main) war ein deutscher Tischler, Kaufmann und Unternehmer.

## Wirken

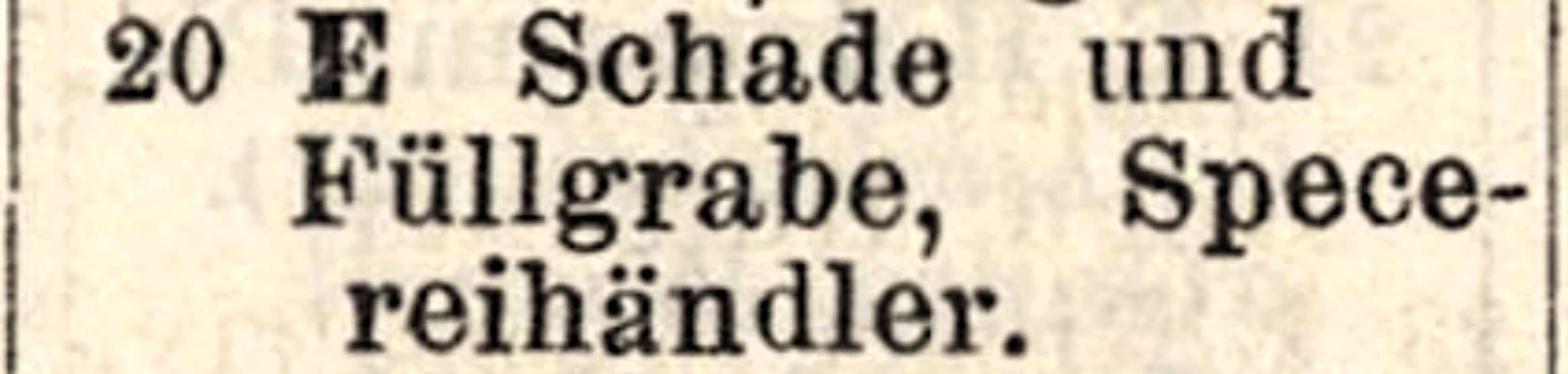
Ersteintrag im Frankfurter Adreßbuch als Schade und Füllgrabe in der Keplerstraße 20, 1879

Conrad Heinrich Schade war Sohn eines Landwirts. Er erlernte den Beruf eines Tischlers. Bereits im Jahr 1868, als 16-Jähriger, war Schade als Kaufmann aktenkundig geworden. Noch im Jahr 1878 verzeichnete ihn das Adressbuch der Stadt Frankfurt am Main als Schreiner. Verheiratet war er mit Wilhelmine Füllgrabe (* 1852).
Im Alter von 26 Jahren eröffnete Schade am 18. September 1878 mit deren Bruder, seinem Schwager, dem Tischler Heinrich Oscar Füllgrabe (1854–1919) in der Innenstadt einen Laden für Specereien. Der Zeitpunkt war vorteilhaft, weil die preußische Annexion der zuvor unabhängigen Stadt Frankfurt am Main als Folge des Deutschen Krieges im Jahr 1866 den wirtschaftlichen Aufschwung der Stadt begünstigt hatte. Als Standort für ihren Specereihandel wählten sie sich die Lage (obere) Keplerstraße 20p. Das Gebäude (nicht erhalten) hatten sie käuflich erworben. Die beiden Kompagnons planten, ihr Unternehmen Schade und Füllgrabe zu einem Lebensmittel-Filialbetrieb zu erweitern. 1880 eröffneten sie in der Straße An der Markthalle 4 in der Frankfurter Altstadt einen zweiten Kolonialwarenladen, nahe der zwischen 1877 und 1879 errichteten Kleinmarkthalle, der Konstablerwache, der Judengasse und der liberalen Hauptsynagoge. 1881 ließen sie ihre Unternehmung im Handelsregister als Offene Handelsgesellschaft eintragen.
Schon fünf Jahre später, im Alter von 34 Jahren, verstarb Schade. Den großen Aufstieg seines Unternehmens hat er nicht mehr erlebt, auch nicht, dass sein Familienname Schade derjenige wurde, mit dem sich Kunden über Jahrzehnte verständigt haben, wenn sie sich mitteilten, in welchen Lebensmittelmarkt sie zum Einkaufen gehen wollten. Schade wurde am 29. November 1886 auf dem Frankfurter Hauptfriedhof beigesetzt.
Nach seinem Tod führte dessen Witwe Wilhelmine Schade, geborene Füllgrabe, das Stammgeschäft in der Keplerstraße 20 weiter. Sein sozialistischer Schwager Heinrich Oscar Füllgrabe ging aus politischen Gründen nach Cassel, blieb jedoch Miteigentümer. Die Filiale an der Markthalle 4 wurde an Aaron Joseph Halberstadt (geboren am 17. Mai 1855 in Stockheim, Unterfranken; gestorben am 25. Februar 1897) veräußert. Dieser behielt die eingeführte Firmierung bei und expandierte bis 1894 auf zehn Filialen. Die Familien Halberstadt/Helft expandierten Schade & Füllgrabe zu einem 1932 144 Filialen umfassenden Großbetrieb bis zur „Entjudung“ bzw. „Arisierung“ durch die Nationalsozialisten.